# 莊鼎威
莊鼎威（英語：Don Chong Ting-wai，1972年—），香港民主派人士，前香港黃大仙區議會龍趣選區議員，香港航空學院客席高級講師。

## 政治生涯
2019年11月24日，莊鼎威首度參與區議會選舉，在龍趣選區以2,911 票，擊敗僅得2,651票，尋求連任的九龍社團聯會李東江，成功當選。